# 古義真言宗
古義真言宗（日語：こぎしんごんしゅう）是日本佛教真言宗的宗派之一，與新義真言宗相對。前者主張大日如來以本地身（自證法身）說法的本地說；後者主張其以加持身（應身）說法的加持說。

## 教義
密宗教義認為大日如來之實相法身流出一切萬化，如同萬物憑依大地，所以又稱本地身；相對的概念為加持身，指真言宗修行者與佛三密相應時、瑜伽觀中現出的佛身。古義真言宗認為胎藏界曼荼羅中中台八葉院之大日如來為本地身，曼荼羅中其餘諸尊為加持身，此說名為自證說、本地說；新義真言宗認為中台八葉院中之大日如來為加持身，此說名為加持說。

## 歷史
空海自唐朝學法後，回到日本弘揚密宗，被尊為真言宗開祖。真言宗約於百年後分為廣澤、小野兩流派，廣澤流後又分出六流，其中傳法院流由平安时代末期的覺鑁創設。覺鑁於高野山創建大傳法院並兼任金剛峯寺座主，提倡加持說而與主張舊有本地說的金剛峯寺徒眾矛盾。覺鑁雖引退隱居密嚴院，但金剛峯寺徒眾認為覺鑁是在模仿空海隱居，不但密嚴院遭襲擊、大傳法院被破壞，覺鑁七百多位弟子也被趕走，覺鑁遂至和歌山县根來寺隱居，不再返回高野山。其後又有賴瑜將傳法院、密嚴院遷移至根來，創建新義真言宗，真言宗始正式分為古義、新義兩派。
江户时代屬於此宗的佛寺包含金剛峯寺、東寺、大覺寺、醍醐寺、泉涌寺、仁和寺、勸修寺、隨心院。明治廢佛毀釋後，真言宗各派數次重組。明治十八年（1885年）真言宗分為古義派、新義派，古義派稱為真言宗，新義派稱為「真言宗新義派」。大正十四年（1925年），古義派廢止八派聯合制，金剛峰寺、仁和寺、大覺寺組成古義真言宗。其他五寺獨立單稱真言宗。二戰後古義、新義之名稱消失，而稱舊古義派，屬於該派者有高野山真言宗、御室派（仁和寺）、大覺寺派、山階派（勸修寺）、東寺真言宗、泉涌寺派、善通寺派（隨心院）等。

## 辯證
日本佛學史家村上專精認為古義、新義之分類不當，古義派內也有人持加持說，新義派也未必皆持加持說。他認為稱呼兩派為根來派、野山派更恰當。

## 引用資料
1. 1 2 3  慈怡法師主編. . 《佛光大辭典》 (高雄縣大樹鄉: 佛光). 1988. ISBN 9789575433307 （中文（臺灣））.
2. 1 2 3 4 5 6  中華佛教百科全書編輯委員會編輯；藍吉富主編. . 《中華佛教百科全書》 (臺南縣永康市: 中華佛教百科文獻基金會). 1994. ISBN 9579982104 （中文（臺灣））.
3. ↑  慈怡法師主編. . 《佛光大辭典》 (高雄縣大樹鄉: 佛光). 1988. ISBN 9789575433307 （中文（臺灣））.
4. 1 2 3  中華佛教百科全書編輯委員會編輯；藍吉富主編. . 《中華佛教百科全書》 (臺南縣永康市: 中華佛教百科文獻基金會). 1994. ISBN 9579982104 （中文（臺灣））.
5. 中華佛教百科全書編輯委員會編輯；藍吉富主編. . 《中華佛教百科全書》 (臺南縣永康市: 中華佛教百科文獻基金會). 1994. ISBN 9579982104 （中文（臺灣））.